# Parafia Imienia Najświętszej Maryi Panny w Złotkowie
Parafia Imienia Najświętszej Maryi Panny w Złotkowie – jest jedną z 6 parafii leżącą w granicach dekanatu kleczewskiego. Erygowana w 1400 roku. Proboszczem parafii jest ks. Maciej Przygodzki. 

## Dokumenty
Księgi metrykalne: 
- ochrzczonych od 1945 roku
- małżeństw od 1945 roku
- zmarłych od 1945 roku